# 2005 en cyclisme
| Années du cyclisme : 2002 - 2003 - 2004 - 2005 - 2006 - 2007 - 2008    |
| Décennies du cyclisme : 1970 - 1980 - 1990 - 2000 - 2010 - 2020 - 2030 |

Les faits marquants de l'année 2005 en cyclisme.

## Par mois

### Mars
- 13 mars : l'Américain Bobby Julich remporte Paris-Nice.
- 15 mars : l'Espagnol Óscar Freire s'impose sur Tirreno-Adriatico.
- 19 mars : l'Italien Alessandro Petacchi remporte la classique Milan-San Remo.

### Avril
- 3 avril : le Belge Tom Boonen remporte le Tour des Flandres.
- 8 avril : le Tour du Pays basque est remporté par Danilo Di Luca.
- 6 avril : le Belge Nico Mattan gagne Gand-Wevelgem.
- 10 avril : le Belge Tom Boonen remporte Paris-Roubaix.
- 17 avril : Danilo Di Luca remporte l'Amstel Gold Race.
- 20 avril : la Flèche wallonne est gagnée par Danilo Di Luca.
- 24 avril : le Kazakh Alexandre Vinokourov remporte la classique Liège-Bastogne-Liège.

### Mai
- 1er mai : le Colombien Santiago Botero remporte le Tour de Romandie.
- 22 mai : l'Ukrainien Yaroslav Popovych remporte le Tour de Catalogne.
- 29 mai : le Tour d'Italie est remporté par l'Italien  Paolo Savoldelli.

### Juin
- 12 juin : l'Espagnol Íñigo Landaluze remporte le Critérium du Dauphiné libéré.
- 19 juin
  - l'Espagnol Aitor González remporte le Tour de Suisse;
  - l'équipe allemande Gerolsteiner remporte le contre-la-montre par équipes d'Eindhoven.

### Juillet
- 19 juillet : le Tchèque Ondřej Sosenka bat le record de l'heure à Moscou, en 49,700 km. Le précédent record de 49,441 km était détenu depuis le 27 octobre 2000 par Chris Boardman[1],[2].
- 24 juillet : Lance Armstrong remporte son septième et dernier Tour de France.
- 31 juillet : la HEW Cyclassics est remporté par l'Italien Filippo Pozzato.

### Août
- 10 août : l'Américain Bobby Julich remporte l'Eneco Tour.
- 13 août : l'Espagnol Constantino Zaballa remporte la Classique de Saint-Sébastien.
- 15 août : l'Américain Levi Leipheimer gagne le Tour d'Allemagne[3].
- 28 août : le Grand Prix de Plouay est remporté par l'Américain George Hincapie[n 1].

### Septembre
- 12 septembre : le Luxembourgeois Kim Kirchen remporte le Tour de Pologne.
- 18 septembre : Roberto Heras est sacré vainqueur du Tour d'Espagne. Il en sera déclassé pour dopage.
- 21 septembre :
  - la Suissesse Karin Thürig devient championne du monde du contre-la-montre;
  - le championnat du monde du contre-la-montre des moins de 23 ans est reporté par le Russe Mikhail Ignatiev.
- 22 septembre : l'Australien Michael Rogers est pour la troisième fois champion du monde du contre-la-montre.
- 24 septembre :
  - l'Allemande Regina Schleicher est sacrée championne du monde sur route;
  - le championnat du monde sur route des moins de 23 ans est remporté par l'Ukrainien Dmytro Grabovskyy.
- 25 septembre : le championnat du monde sur route masculin est remporté au sprint par le Belge Tom Boonen.

### Octobre
- 2 octobre : l'Italien Paolo Bettini remporte le Championnat de Zurich.
- 9 octobre : l'Allemand Erik Zabel s'impose lors de la classique Paris-Tours.
- 15 octobre : Paolo Bettini gagne le Tour de Lombardie, dernière épreuve de l'UCI ProTour.

### Novembre
- 8 novembre : l'équipe Liberty Seguros suspend provisoirement Roberto Heras à la suite de l'annonce de son contrôle antidopage positif à l'EPO lors de sa victoire au Tour d'Espagne[5].

### Principales classiques
- Milan-San Remo :  Alessandro Petacchi (Fassa Bortolo)
- Tour des Flandres :  Tom Boonen (Quick Step-Innergetic)
- Gand-Wevelgem :  Nico Mattan (Davitamon-Lotto)
- Paris-Roubaix :  Tom Boonen (Quick Step-Innergetic)
- Amstel Gold Race :  Danilo Di Luca (Liquigas-Bianchi)
- Flèche wallonne :  Danilo Di Luca (Liquigas-Bianchi)
- Liège-Bastogne-Liège :  Alexandre Vinokourov (T-Mobile)
- Classique de Saint-Sébastien :  Constantino Zaballa (Saunier Duval-Prodir)
- Championnat de Zurich :  Paolo Bettini (Quick Step-Innergetic)
- Paris-Tours :  Erik Zabel (T-Mobile)
- Tour de Lombardie :  Paolo Bettini (Quick Step-Innergetic)

## Principaux décès
- 1er janvier : Dmitri Nelyubin, cycliste russe. (° 8 février 1971).
- 17 février : César Marcelak, cycliste français. (° 5 janvier 1913).
- 12 mars : Norbert Callens, cycliste belge. (° 22 juin 1924).
- 15 juin : Alessio Galletti, cycliste italien. (° 26 mars 1968).
- 6 décembre : Charly Gaul, cycliste luxembourgeois. (° 8 décembre 1932).